# Alta freqüència

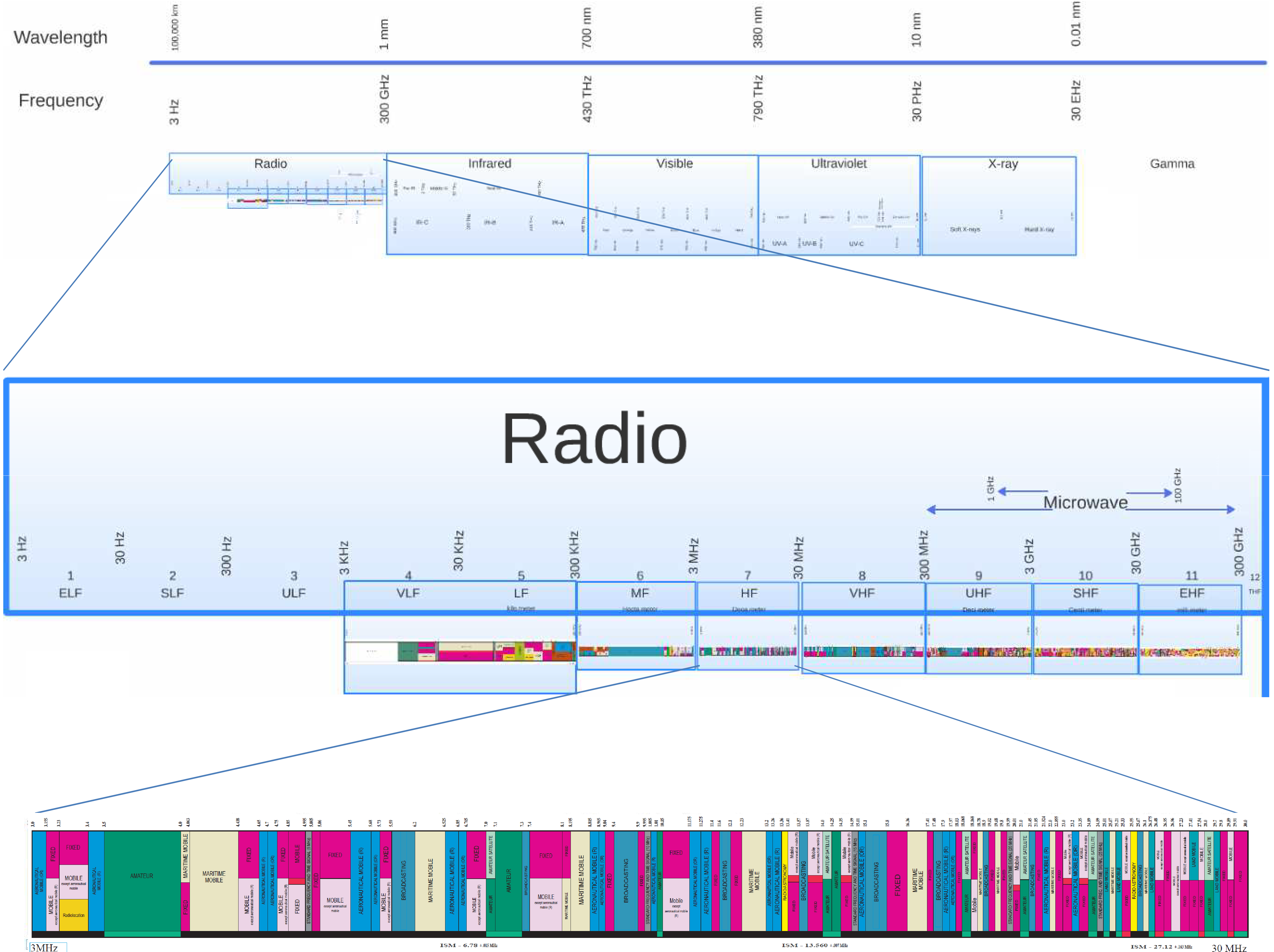
Posició de l'HF en l'espectre electromagnètic.

L'alta freqüència ( HF ) és la designació de l'ITU per a la banda d'ones de ràdio amb freqüència entre 3 i 30 megahertz (MHz). També es coneix com ona decamètrica o bé banda decamètrica, ja que les seves longituds d'ona oscil·len entre un i deu decàmetres (de deu a cent metres). Les freqüències immediatament per sota de HF reben el nom de freqüència mitjana (MF), mentre que la següent banda de freqüències més altes es coneix com la banda de freqüència molt alta (VHF). La banda HF és una part important de la banda de freqüències d'ona curta, de manera que la comunicació a aquestes freqüències sovint s'anomena ràdio d'ona curta. Com que les ones de ràdio d'aquesta banda es poden reflectir a la Terra per la capa ionosfera de l'atmosfera - un mètode conegut com a propagació "skip" o " skywave ". – aquestes freqüències es poden utilitzar per a comunicacions de llarga distància a través de distàncies intercontinentals i per a terrenys muntanyosos que impedeixen les comunicacions en línia de visió. La banda és utilitzada per estacions de radiodifusió internacionals d'ona curta (3,95–25,82 MHz), comunicació aèria, estacions horàries governamentals, estacions meteorològiques, ràdio amateur i serveis de banda ciutadana, entre altres usos.

## Característiques de propagació

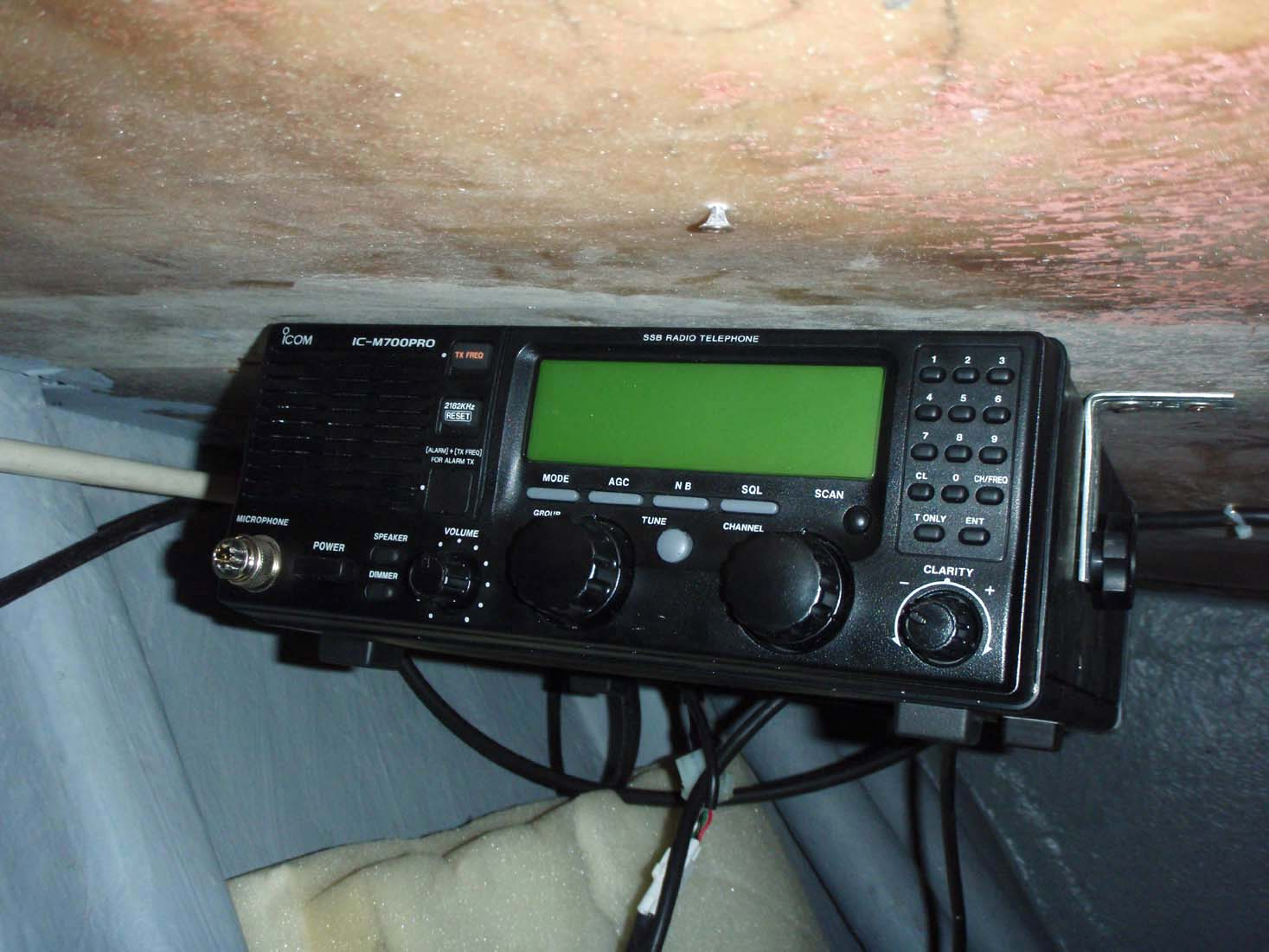
Una moderna ràdio bidireccional Icom M700Pro per a comunicacions de ràdio HF marines.

El mitjà dominant de comunicació a llarga distància en aquesta banda és la propagació de les ones de ràdio ("skip"), en què les ones de ràdio dirigides en un angle cap al cel es refracten cap a la Terra des de les capes d'àtoms ionitzats de la ionosfera. Amb aquest mètode les ones de ràdio HF poden viatjar més enllà de l'horitzó, al voltant de la corba de la Terra, i es poden rebre a distàncies intercontinentals. Tanmateix, la idoneïtat d'aquesta part de l'espectre per a aquesta comunicació varia molt amb una complexa combinació de factors:
- Llum/foscor (sol/no sol) al lloc de transmissió i recepció
- Proximitat del transmissor/receptor al terminador solar
- Temporada
- Cicle de taques solars
- Activitat solar
- Aurora polar

En qualsevol moment, per a una ruta de comunicació "salta" determinada entre dos punts, les freqüències a les quals és possible la comunicació s'especifiquen mitjançant aquests paràmetres:
- Freqüència màxima utilitzable (MUF)
- Alta freqüència utilitzable més baixa (LUF) i a
- Freqüència de transmissió òptima (FOT)

La freqüència màxima utilitzable baixa regularment per sota de 10 MHz a la foscor durant els mesos d'hivern, mentre que a l'estiu durant el dia pot superar fàcilment els 30 MHz. Depèn de l'angle d'incidència de les ones; és més baixa quan les ones es dirigeixen directament cap amunt, i és més alta amb angles menys aguts. Això significa que a distàncies més llargues, on les ones pasten la ionosfera amb un angle molt contundent, la MUF pot ser molt més alta. La freqüència útil més baixa depèn de l'absorció a la capa inferior de la ionosfera (la capa D). Aquesta absorció és més forta a les freqüències baixes i també és més forta amb l'augment de l'activitat solar (per exemple a la llum del dia); l'absorció total es produeix sovint a freqüències inferiors a 5 MHz durant el dia. El resultat d'aquests dos factors és que l'espectre utilitzable es desplaça cap a les freqüències més baixes i cap al rang de freqüència mitjana (MF) durant les nits d'hivern, mentre que un dia de ple estiu les freqüències més altes tendeixen a ser més utilitzables, sovint al rang inferior de VHF.
Quan tots els factors estan en el seu òptim, la comunicació mundial és possible a HF. En moltes altres ocasions és possible establir contacte a través i entre continents o oceans. En el pitjor dels casos, quan una banda està "morta", no és possible cap comunicació més enllà dels camins limitats de les ones terrestres, independentment de les potències, antenes o altres tecnologies que es facin servir. Quan un camí transcontinental o mundial està obert en una freqüència determinada, la comunicació digital, SSB i codi Morse és possible utilitzant potències de transmissió sorprenentment baixes, sovint de l'ordre de mil·liwatts, sempre que s'utilitzin antenes adequades als dos extrems i que hi hagi poca o cap interferència artificial o natural. En una banda tan oberta, la interferència que s'origina en una àrea àmplia afecta molts usuaris potencials. Aquests problemes són importants per als usuaris militars, de seguretat i d'aficionats de les bandes d'HF.
Hi ha certa propagació per ones terrestres, el principal mode de propagació a les bandes inferiors, però la distància de transmissió disminueix amb la freqüència a causa d'una major absorció a la terra. A l'extrem superior de la banda, les distàncies de transmissió de les ones de terra estan limitades a 10-20 milles. :p.38La comunicació a curt abast pot produir-se mitjançant una combinació de línies de visió (LOC), rebot de terra i camins d'ona de terra, però la interferència de camins múltiples pot provocar l'esvaïment.

## Usos
Els principals usos de l'espectre d'alta freqüència són:

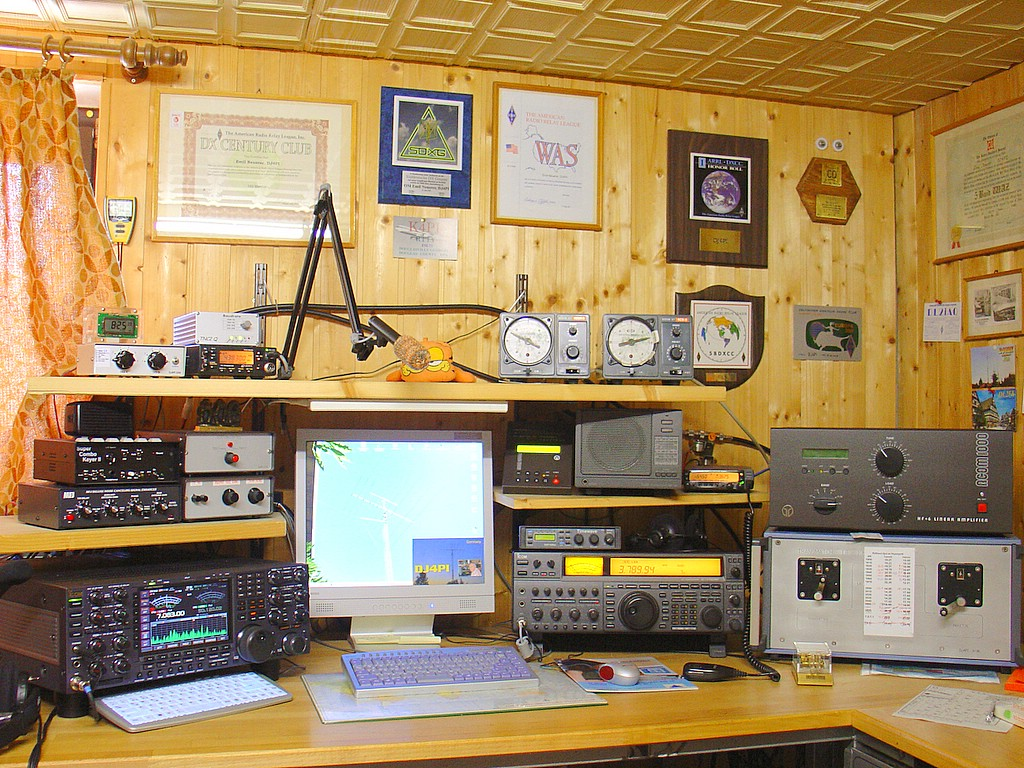
Una estació de ràdio amateur que incorpora dos transceptors HF.

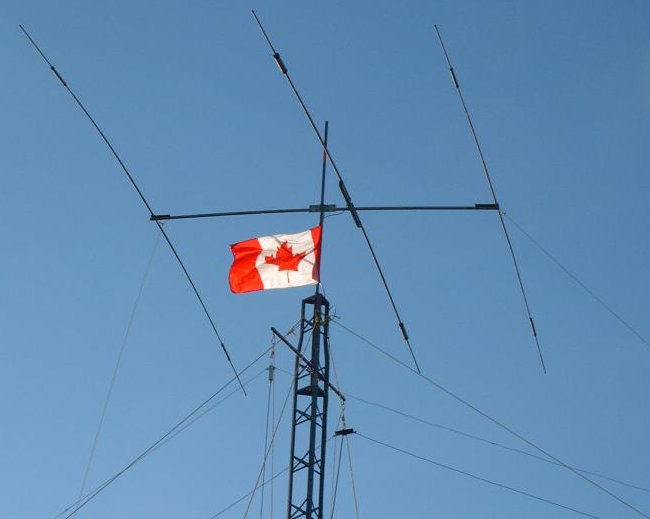
Una antena Yagi típica utilitzada per un radioaficionat canadenc per a la comunicació de llarga distància

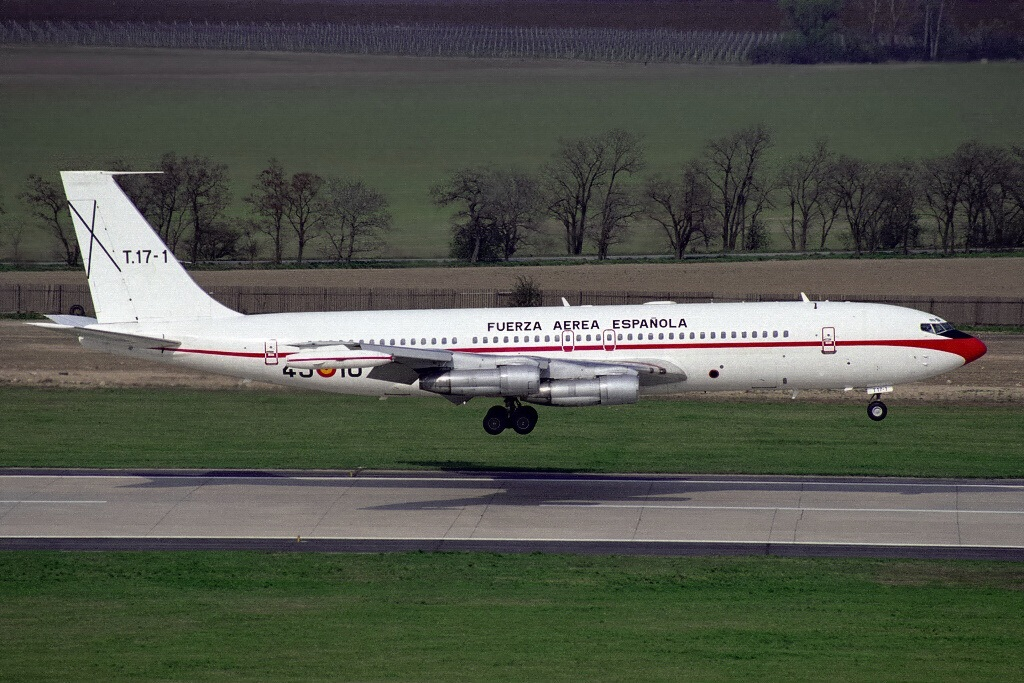
El Boeing 707 utilitzava una antena HF muntada a la part superior de l'aleta de cua

- Sistemes de comunicació militars i governamentals
- Comunicacions aire-terra de l'aviació
- Ràdio amateur
- Radiodifusió internacional i regional d'ona curta
- Serveis marítims de mar a costa i de vaixell a vaixell
- Sistemes de radar sobre l'horitzó
- Comunicació del Sistema Global de Socors i Seguretat Marítima (GMDSS).
- Serveis de ràdio Citizen's Band a tot el món (generalment 26-28 MHz, la part més alta de la banda HF, que es comporta més com un VHF baix)
- Aplicacions de radar de dinàmica costanera

La banda d'alta freqüència és molt popular entre els operadors de ràdio aficionats, que poden aprofitar les comunicacions directes de llarga distància (sovint intercontinentals) i el "factor emoció" que resulta de fer contactes en condicions variables. La radiodifusió internacional d'ona curta utilitza aquest conjunt de freqüències, així com un nombre aparentment cada vegada menor d'usuaris d'utilitat (marins, aviació, militars i interessos diplomàtics), que, en els darrers anys, s'han vist inclinats a mitjans de comunicació menys volàtils (per exemple, a través de satèl·lits ), però poden mantenir estacions d'HF després del canvi per a finalitats de seguretat.
No obstant això, el desenvolupament de la tecnologia d'establiment automàtic d'enllaços basada en MIL-STD-188-141 per a la connectivitat i la selecció de freqüències automatitzades, juntament amb els elevats costos d'ús de satèl·lits, han donat lloc a un renaixement de l'ús d'HF a les xarxes governamentals. El desenvolupament de mòdems de major velocitat com els que s'ajusten a MIL-STD-188-110C que admeten velocitats de dades de fins a 120 kilobit/s també ha augmentat la usabilitat de l'HF per a comunicacions de dades i transmissió de vídeo. Altres desenvolupaments d'estàndards com STANAG 5066 ofereixen comunicacions de dades sense errors mitjançant l'ús de protocols ARQ.
Alguns modes de comunicació, com les transmissions de codi Morse d'ona contínua (especialment per operadors de ràdio aficionats ) i les transmissions de veu de banda lateral única són més comuns en el rang HF que en altres freqüències, a causa de la seva naturalesa conservadora d'amplada de banda, però els modes de banda ampla, com les transmissions de televisió, generalment estan prohibits per l'espai relativament petit de l'espectre electromagnètic d'HF.
El soroll, especialment la interferència artificial dels dispositius electrònics, tendeix a tenir un gran efecte a les bandes d'HF. En els darrers anys, ha augmentat la preocupació entre determinats usuaris de l'espectre HF sobre l'accés a Internet de "banda ampla sobre línies elèctriques" ( BPL ), que té un efecte gairebé destructiu en les comunicacions HF. Això es deu a les freqüències en què opera BPL (normalment corresponen a la banda HF) i a la tendència del senyal BPL a filtrar-se de les línies elèctriques. Alguns proveïdors de BPL han instal·lat filtres de notch per bloquejar certes parts de l'espectre (és a dir, les bandes de ràdio amateur), però hi ha una gran controvèrsia sobre el desplegament d'aquest mètode d'accés. Altres dispositius electrònics, inclosos els televisors de plasma, també poden tenir un efecte perjudicial en l'espectre d'HF.
En l'aviació, els sistemes de comunicació HF són necessaris per a tots els vols transoceànics. Aquests sistemes incorporen freqüències de fins a 2 MHz per incloure el canal de trucada i socors internacional de 2182 kHz.
La secció superior de HF (26,5-30 MHz) comparteix moltes característiques amb la part inferior de VHF. Les parts d'aquesta secció no assignades a la ràdio amateur s'utilitzen per a comunicacions locals. Aquests inclouen ràdios CB al voltant de 27 MHz, enllaços de ràdio d'estudi a transmissor (STL), dispositius de control de ràdio per a models i transmissors de radiobús.
Algunes etiquetes d'identificació de radiofreqüència (RFID) utilitzen HF. Aquestes etiquetes es coneixen habitualment com a HFID o HighFID (identificació d'alta freqüència).

## Antenes
Les antenes més habituals d'aquesta banda són les antenes de filferro com els dipols de filferro o les antenes ròmbiques ; a les freqüències superiors, antenes dipol multielement com ara les antenes Yagi, quad i log-periodic. Les potents estacions de radiodifusió d'ona curta sovint utilitzen grans matrius de cortina de filferro.
Les antenes per transmetre ones de ràdio solen estar fetes de dipols horitzontals o llaços alimentats per fons, ambdós emeten ones polaritzades horitzontalment. La preferència per la transmissió polaritzada horitzontalment és perquè (aproximadament) només la meitat de la potència del senyal transmesa per una antena viatja directament al cel; aproximadament la meitat viatja cap avall cap a terra i ha de "botar" cap al cel. Per a les freqüències de la banda HF superior, el sòl és un millor reflector de les ones polaritzades horitzontalment i un millor absorbent de potència de les ones polaritzades verticalment. L'efecte disminueix per a longituds d'ona més llargues.
Per a la recepció, sovint s'utilitzen antenes de cable aleatòries. Alternativament, les mateixes antenes direccionals utilitzades per a la transmissió són útils per a la recepció, ja que la majoria del soroll prové de totes les direccions, però el senyal desitjat prové només d'una direcció. Les antenes receptores de llarga distància (skywave) generalment es poden orientar verticalment o horitzontalment, ja que la refracció a través de la ionosfera sol alterar la polarització del senyal i els senyals es reben directament del cel a l'antena.
L'antena ha de tenir una amplada de banda prou àmplia per cobrir el rang de freqüències desitjat. Les antenes de banda ampla poden funcionar en un rang més ampli de freqüències, mentre que les antenes de banda estreta són més eficients a freqüències específiques.
Per millorar la sensibilitat de transmissió i recepció d'una antena HF, com més peces metàl·liques estiguin exposades a l'aire, això ajuda a augmentar la sensibilitat de recepció. Tanmateix, en llocs amb molt de soroll de senyal de ràdio, com les zones urbanes, també s'escolten els senyals de soroll circumdants, de manera que el mètode de disseny s'aplica utilitzant una antena de ràdio direccional d'alta freqüència (HF) o utilitzant una antena HF en una zona remota amb un nivell de soroll HF baix i connectant el transceptor HF.